# Labbaikudikadu
Labbaikudikadu è una suddivisione dell'India, classificata come town panchayat, di 8.820 abitanti, situata nel distretto di Perambalur, nello stato federato del Tamil Nadu. In base al numero di abitanti la città rientra nella classe V (da 5.000 a 9.999 persone).

## Geografia fisica
La città è situata a 11° 23' 35 N e 79° 01' 53 E.

## Società

### Evoluzione demografica
Al censimento del 2001 la popolazione di Labbaikudikadu assommava a 8.820 persone, delle quali 3.899 maschi e 4.921 femmine. I bambini di età inferiore o uguale ai sei anni assommavano a 1.451, dei quali 619 maschi e 832 femmine. Infine, coloro che erano in grado di saper almeno leggere e scrivere erano 6.307, dei quali 3.035 maschi e 3.272 femmine.